# Rzut oka na umiejętności geografii ze stanowiska uniwersyteckiego wykładu
Rzut oka na umiejętności geografii ze stanowiska uniwersyteckiego wykładu – rozprawa Wincentego Pola wydana w 1850 roku, po objęciu przez niego pionierskiej katedry geografii na Uniwersytecie Jagiellońskim. Autor podejmuje w niej próbę wyjaśnienia  zakresu problemów, którymi zajmuje się geografia oraz przedstawia historię tej nauki.